# Amauròbids

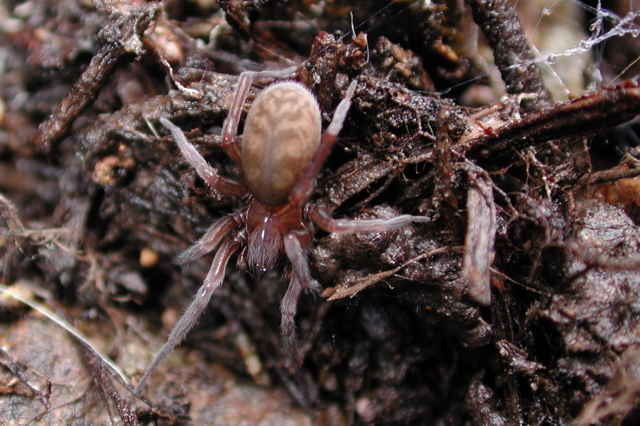
Pimus sp.

Els amauròbids (Amaurobiidae) són una família d'aranyes araneomorfes. Són acribel·lades (sense cribel) i es troben arreu del món. Són difícils de distingir d'aranyes d'altres famílies, especialment Agelenidae, Desidae i Amphinectidae. Les seves relacions intra i interfamiliars són polèmiques. Segons el World Spider Catalog, el 2017 la família Amaurobiidae comprenia aproximadament 49 gèneres i 275 espècies.
En anglès les anomenen tangled nest spiders (aranyes de nius enredats) o night spiders (aranyes nocturnes). Tenen una mida mitjana i tenen similituds amb els agelènids, tot i que tenen les potes més curtes i fileres més petites. Fan teranyines en forma d'embut. La seva distribució és força extensa, pràcticament per tot Amèrica, Europa, gran part d'Àsia, i algunes zones d'Àfrica i Oceania.

## Sistemàtica
La llista de gèneres pel gener de 2018, segons el World Spider Catalog:
- Altellopsis Simon, 1905
- Amaurobius C. L. Koch, 1837
- Anisacate Mello-Leitão, 1941
- Arctobius Lehtinen, 1967
- Auhunga Forster & Wilton, 1973
- Auximella Strand, 1908
- Callevopsis Tullgren, 1902
- Callobius Chamberlin, 1947
- Cavernocymbium Ubick, 2005
- Chresiona Simon, 1903
- Chumma Jocqué, 2001
- Cybaeopsis Strand, 1907
- Dardurus Davies, 1976
- Daviesa Koçak & Kemal, 2008
- Emmenomma Simon, 1884
- Hicanodon Tullgren, 1901
- Himalmartensus Wang & Zhu, 2008
- Livius Roth, 1967
- Macrobunus Tullgren, 1901
- Malenella Ramírez, 1995
- Maloides Forster & Wilton, 1989
- Muritaia Forster & Wilton, 1973
- Naevius Roth, 1967
- Neoporteria Mello-Leitão, 1943
- Neuquenia Mello-Leitão, 1940
- Obatala Lehtinen, 1967
- Otira Forster & Wilton, 1973
- Ovtchinnikovia Marusik, Kovblyuk & Ponomarev, 2010
- Oztira Milledge, 2011
- Parazanomys Ubick, 2005
- Pimus Chamberlin, 1947
- Pseudauximus Simon, 1902
- Retiro Mello-Leitão, 1915
- Rhoicinaria Exline, 1950
- Rubrius Simon, 1887
- Storenosoma Hogg, 1900
- Taira Lehtinen, 1967
- Tasmabrochus Davies, 2002
- Tasmarubrius Davies, 1998
- Teeatta Davies, 2005
- Tugana Chamberlin, 1948
- Tymbira Mello-Leitão, 1944
- Urepus Roth, 1967
- Virgilus Roth, 1967
- Wabarra Davies, 1996
- Waitetola Forster & Wilton, 1973
- Yacolla Lehtinen, 1967
- Yupanquia Lehtinen, 1967
- Zanomys Chamberlin, 1948

### Superfamília Amaurobioidea
Fins fa uns anys, els amauròbids eren l'única família de la superfamília dels amaurobioïdeus (Amaurobioidea). Les aranyes, tradicionalment, foren classificades en famílies que van ser agrupades en superfamílies. Quan es van aplicar anàlisis més rigorosos, com la cladística, es va fer evident que la major part de les principals agrupacions utilitzades durant el segle XX no eren compatibles amb les noves dades. Actualment, els llistats d'aranyes, com ara el World Spider Catalog, ja ignoren la classificació per sobre del nivell familiar.